# واقع‌گرایی تدافعی
واقع‌گرایی تدافعی یا رئالیسم تدافعی یک نظریه ساختاری است که از مکتب واقع گرایی الهام گرفته‌است. بنیان نو واقع‌گرایی تدافعی برگرفته از نظریه سیاست بین‌الملل کنت والتز است که ادعا دارد ساختار آشوب‌زده یا آنارشی نظام بین‌الملل دولت‌ها را تشویق می‌کند تا برای افزایش امنیت خود به اتخاذ سیاستی میانه‌رو و مدارایی روی آورند. در مقابل، نوواقع‌گرایی تهاجمی ادعا دارد که دولت‌ها قدرت خود را افزایش می‌دهند تا با رسیدن به سلطه و هژمونی به امنیت دست یابند. به نظر واقع‌گرایان تدافعی توسعه طلبی واقع‌گرایان تهاجمی باعث واکنش دولت‌هایی که خواستار حفظ موازنه قدرت هستند می‌شود پس امنیت آنها را کاهش می‌دهد. واقع‌گرایی تدافعی واقعیت اختلاف میان دولت‌ها یا انگیزه دولت‌ها برای توسعه‌طلبی را نفی نمی‌کند بلکه معتقد است که اینگونه دولت‌ها استثنا هستند.
از دیدگاه واقع گرایی تدافعی، اصلی ترین هدف دولتها بقا و حفظ امنیت است.
از منظر واقع گرایی تدافعی، جهان تک قطبی به شدت ناپایدار است و دولت های دیگر در مقابل قدرت برتر (هژمون) دست به موازنه قوا می زنند. البته با دلیل فاصله و شکاف قدرت میان دولت هژمون و دولت های دیگر، ریسک شکل گیری  موازنه بالا است و در این صورت، گاه دولت ها به موازنه نرم (و نه سخت) دست می زنند.